# Eloyce King Patrick Gist
Eloyce King Patrick Gist (ur. 21 października 1892 w Hitchcock w stanie Teksas, zm. 1974) – afroamerykańska reżyserka, montażystka i scenarzystka epoki kina niemego. Pracowała wspólnie ze swoim mężem Jamesem Gistem, tworząc religijne filmy przeznaczone dla społeczności Afroamerykanów.

## Życiorys
Urodziła się w 1892 r. Przeszła konwersję na bahaizm. Studiowała na Uniwersytecie Harvarda. Założyła szkołę Patrick School of Beauty Culture and Personal Imporvement. Pod koniec lat 20. lub na początku lat 30. XX wieku w Waszyngtonie poznała swojego przyszłego męża, Jamesa Gista. Wspólnie tworzyli religijne filmy, pokazywane w kościołach.
Do ich dzieł należy np. Hell Bound Train, wykorzystujący popularny w kazaniach amerykańskich duchownych motyw porównujący podróż duchową do podróży pociągiem. W filmie tym każdy wagon pociągu zajęty jest przez inny typ grzeszników, a towarzyszy temu wyraźne wyróżnienie uczynków, które prowadzą do piekielnych męczarni (m.in. słuchanie jazzu, taniec, seks, hazard, kradzieże, mord, nieuczciwość w interesach). Do podróży tym pociągiem zachęca Diabeł, sprzedający bilety w okienku. Ostatecznie, mijając roztańczoną Śmierć, pociąg wjeżdża do piekła, a pasażerowie płoną w męczarniach. Innym filmem Gist jest Verdict Not Guilty (1930-1933), poświęcony systemowi sprawiedliwości.
Jej mężami byli Arthur C. Wood, James Gist i Roscoe C. Patrick.